# Campionato del mondo di scacchi rapidi 2024
Il Campionato del mondo di scacchi rapidi 2024 (nome ufficiale: FIDE Open World Rapid Championship 2024) è stata la 13ª edizione ufficiale dei mondiali rapid. Il torneo si è disputato a New York, negli Stati Uniti d'America dal 26 al 28 dicembre 2024. L'evento si è tenuto in concomitanza con il corrispettivo femminile e ha preceduto i mondiali lampo assoluto e femminile. Il campione uscente era Magnus Carlsen, che aveva vinto gli ultimi due mondiali consecutivi. Il titolo rapid è stato vinto dal russo Volodar Murzin con dieci punti su tredici.

## Formula
Il torneo era composto di 13 turni a sistema svizzero con quindici minuti di tempo a disposizione per ciascun giocatore e dieci secondi di incremento a mossa.
Potevano partecipare all'evento:
1. Coloro che avevano raggiunto almeno i 2 550 punti Elo FIDE in una delle tre cadenze "Standard", "Rapid" e "Blitz";
2. Tutti i campioni nazionali in carica a qualsiasi cadenza;
3. Invitati dalla FIDE;
4. Invitati dall'organizzatore dell'evento.

### Spareggi
- Per stabilire le posizioni diverse dalla prima si sarebbe ricorso rispettivamente ai seguenti spareggi tecnici:[2]
  1. Buchholz tagliato
  2. Buchholz totale
  3. AROC 1[N 1]
  4. Scontri diretti, classifica avulsa
  5. Sorteggio

- Per stabilire il vincitore del torneo con i primi in classifica a pari merito si sarebbe ricorso a degli spareggi play-off, tra i migliori due meglio classsificati per spareggio tecnico. I due contendenti avrebbero dovuto svolgere:
  1. Mini-incontro di due partite blitz con il tempo di 3 minuti e 2 secondi di incremento a mossa;
  2. Con il pareggio dell'incontro del punto precedente, una partita secca con lo stesso tempo di gioco, dove colui che aveva ottenuto una posizione più alta in classifica con gli spareggi tecnici avrebbe preso il bianco;
  3. Con l'ulteriore pareggio della partita secca del punto precedente, un'altra partita secca alle stesse condizioni, ma a colori invertiti;
  4. Con l'ulteriore pareggio, si sarebbe proceduto ad oltranza come al punto precedente.

### Montepremi
Il montepremi totale era di USD 550 000 così suddivisi:
| P. | Premio     | P.      | Premio     |
| -- | ---------- | ------- | ---------- |
| 1º | 90 000 USD | 8º      | 20 000 USD |
| 2º | 70 000 USD | 9º      | 17 000 USD |
| 3º | 56 000 USD | 10º     | 25 000 USD |
| 4º | 45 000 USD | 11º-15º | 10 000 USD |
| 5º | 36 000 USD | 16º-20º | 7 000 USD  |
| 6º | 29 000 USD | 21º-30º | 4 300 USD  |
| 7º | 24 000 USD | 31º-40º | 2 000 USD  |

## Classifica
Classifica dopo 13 turni (prime dieci posizioni):
| P. | Nome                           | Elo R | Punti | TB1   | TB2   | TB3  |
| -- | ------------------------------ | ----- | ----- | ----- | ----- | ---- |
| 1  | Volodar Murzin (Russia)        | 2588  | 10    | 100,5 | 107   | 2695 |
| 2  | Aleksandr Griščuk (Russia)     | 2675  | 9,5   | 96,5  | 101   | 2588 |
| 3  | Jan Nepomnjaščij (Russia)      | 2758  | 9,5   | 91    | 96,5  | 2591 |
| 4  | Leinier Dominguez Perez (USA)  | 2699  | 9     | 101,5 | 108   | 2619 |
| 5  | Arjun Erigaisi (India)         | 2694  | 9     | 97,5  | 101,5 | 2644 |
| 6  | Javokhir Sindarov (Uzbekistan) | 2655  | 9     | 92,5  | 98    | 2605 |
| 7  | Alireza Firouzja (Francia)     | 2756  | 9     | 92    | 97    | 2606 |
| 8  | Daniil Dubov (Russia)          | 2677  | 9     | 92    | 96,5  | 2597 |
| 9  | Karen Grigoryan (Armenia)      | 2622  | 9     | 88,5  | 93,5  | 2504 |
| 10 | Samuel Sevian (USA)            | 2614  | 8,5   | 99,5  | 104,5 | 2675 |

## Jeansgate
Il 27 dicembre 2024 il campione uscente, nonché ex campione del mondo assoluto Magnus Carlsen, subisce alcuni richiami arbitrali per il suo abbigliamento, che non sarebbe stato in regola con il dress-code predisposto dalla FIDE per i mondiali rapid e blitz. Carlsen indossava sotto la giacca e la camicia, un paio di pantaloni lunghi di jeans, non consentiti dal regolamento predisposto prima del torneo. Alla fine dell'ottavo turno di gioco Carlsen viene invitato a recarsi in albergo e cambiarsi i pantaloni, ma l'invito viene rifiutato dal norvegese, il quale non verrà accoppiato nel nono turno per penalità, provocando l'auto-esclusione di Carlsen dal mondiale e l'apertura di un caso mediatico.
Secondo alcuni commentatori, la polemica tra la FIDE e Carlsen per il dress-code vede sullo sfondo lo scontro politico tra il gruppo economico legato all'ex campione del mondo, che intende dare vita a un nuovo titolo mondiale di scacchi960, e la FIDE stessa che ritiene i titoli mondiali scacchistici suo unico appannaggio ed è già organizzatrice di un mondiale sulla variante 960, chiamata Fischer Random.